# Насу (гора)
Насу (яп. 那須岳) — горный комплекс на острове Хонсю, Регион Канто, Япония. Абсолютная высота — 1917 м. Одна из ста знаменитых гор Японии.
Располагается на территории национального парка Никко.
Насу — потухший вулкан, предполагается, что начало извержения произошло около 600 тысяч лет назад.
На эту гору первое в своей жизни восхождение совершила, в то время — десятилетняя девочка, японская альпинистка Дзюнко Табэи (1939—2016), в будущем — одна из сильнейших альпинисток мира, первая женщина, ступившая на вершину Джомолунгмы (16 мая 1975 года).